# Американський консул (фільм, 1917)
«Американський консул» (англ. The American Consul) — американська драма режисера Ролліна С. Стерджена 1917 року.

## У ролях
- Теодор Робертс — Абель Меннінг
- Ернест Джой — сенатор Джеймс Кітвел
- Мод Філі — Джоан Кітвел
- Чарльз Вест — Педро Гонсалес
- Реймонд Гаттон — президент Кавільйо
- Том Форман — Джеффрі Деніелс